# إدوارد جيمس (لاعب كريكت)
إدوارد جيمس (بالإنجليزية: Edward James)‏ (14 أبريل 1896 في المملكة المتحدة - 15 مارس 1975) هو لاعب كريكت بريطاني. لعب مع نادي مقاطعة غلاموركن للكريكت ‏.